# Miss America 2008
Miss America 2008 è l'ottantasettesima edizione del concorso Miss America. Si è tenuto presso il Planet Hollywood Performing Arts Center di Las Vegas il 26 gennaio 2008. Vincitrice del concorso è risultata essere Kirsten Haglund, rappresentante del Michigan.

## Piazzamenti
| Risultato finale  | Concorrente |
| ----------------- | --- |
| Miss America 2008 | - Michigan - Kirsten Haglund |
| 2ª classificata   | - Indiana - Nicole Rash |
| 3ª classificata   | - Washington - Elyse Umemoto |
| 4ª classificata   | - Virginia - Hannah Kiefer |
| 5ª classificata   | - Carolina del Nord - Jessica Jacobs |
| Top 8             | - California - Melissa Chaty - Texas - Molly Hazlett - Wisconsin - Christina Thompson                                                                                      |
| Top 10            | - Georgia - Leah Massee - Iowa - Diana Reed |
| Top 16            | - Arkansas - Katie Bailey - Carolina del Sud - Crystal Garrett - Florida - Kylie Williams - Mississippi - Kimberly Morgan - Tennessee - Grace Gore - Utah - Jill Stevens * |

Note:
* -- America's Choice

### Riconoscimenti speciali
| Riconoscimento                                       | Concorrente                                                                           |
| ---------------------------------------------------- | ------------------------------------------------------------------------------------- |
| Miss Swimsuit                                        | - Michigan - Kirsten Haglund - Rhode Island - Ashley Bickford - Texas - Molly Hazlett |
| Miss Talent                                          | - Connecticut - Dana Daunis - Iowa - Diana Reed - Massachusetts - Valerie Amaral      |
| Quality of Life Awards                               | - Nevada - Caleche Manos                                                              |
| Miss Congeniality                                    | - Dakota del Nord - Ashley Young                                                      |
| Pyramid Scholarship for Public Relations & Marketing | - New Hampshire - Rachel Barker                                                       |

## Le concorrenti
- Alabama - Jamie Langley
- Alaska - Cari Leyva
- Arizona - Nicole Turner
- Arkansas - Katie Bailey
- California - Melissa Chaty
- Carolina del Nord - Jessica Jacobs
- Carolina del Sud - Crystal Garrett
- Colorado - Maggie Ireland
- Connecticut - Dana Daunis
- Dakota del Nord - Ashley Young
- Dakota del Sud - Kate Wismer
- Delaware - Brittany Dempsey
- Distretto di Columbia - Shayna Rudd
- Florida - Kylie Williams
- Georgia - Leah Massee
- Hawaii - Ashley Layfield
- Idaho - Sadie Quigley
- Illinois - Ashley Hatfield
- Indiana - Nicole Rash
- Iowa - Diana Reed
- Isole Vergini Americane - Janeisha John
- Kansas - Alyssa George
- Kentucky - Kaitlynne Postel
- Louisiana - Amanda Joseph
- Maine - Tara Allain
- Maryland - Shana Powell
- Massachusetts - Valerie Amaral
- Michigan - Kirsten Haglund
- Minnesota - Jennifer Hudspeth
- Mississippi - Kimberly Morgan
- Missouri - Lindsay Casmaer
- Montana - Kristen Mantooth
- Nebraska - Ashley Bauer
- Nevada - Caleche Manos
- New Hampshire - Rachel Barker
- New Jersey - Amy Polumbo
- New York - Elisabeth Baldanza
- Nuovo Messico - Jenny Marlowe
- Ohio - Roberta Camp
- Oklahoma - Makenna Smith
- Oregon - Kari Virding
- Pennsylvania - Rachel Brooks
- Rhode Island - Ashley Bickford
- Tennessee - Grace Gore
- Texas - Molly Hazlett
- Utah - Jill Stevens
- Vermont - Rachel Ann Cole
- Virginia - Hannah Kiefer
- Virginia Occidentale - Summer Wyatt
- Washington - Elyse Umemoto
- Wisconsin - Christina Thompson
- Wyoming - Jennifer McCafferty